# Kellie McMillan
Kellie McMillan Snowdon (29 de diciembre de 1977) es una deportista australiana que compitió en natación.
Ganó dos medallas en el Campeonato Mundial de Natación en Piscina Corta, plata en 2000 y bronce en 1999, ambas en la prueba de 50 m espalda.

## Palmarés internacional
| Campeonato Mundial en Piscina Corta | Campeonato Mundial en Piscina Corta | Campeonato Mundial en Piscina Corta | Campeonato Mundial en Piscina Corta |
| Año                                 | Lugar                               | Medalla                             | Prueba                              |
| ----------------------------------- | ----------------------------------- | ----------------------------------- | ----------------------------------- |
| 1999                                | Hong Kong (China)                   | Medalla de bronce                   | 50 m espalda                        |
| 2000                                | Atenas (Grecia)                     | Medalla de plata                    | 50 m espalda                        |